# 汪孟舒
汪孟舒（1887年—1969年） ，名希董，號策廷，字孟舒，江蘇蘇州人。古琴演奏家、書法家、畫家、收藏家。為北平琴學社、北京古琴研究會成員，中央音樂學院音樂研究所特約研究員。曾藏有春雷、枯木龍吟等名琴。

## 生平
1887年出生大清江蘇省蘇州府，祖父汪之昌為經學家，父親汪鶴舲為舉人，自幼入私塾讀書。早年從葉詩夢學習古琴，與葉詩夢感情甚佳，葉詩夢逝世後曾作《題葉詩夢遺像》。
1909年（宣統元年）畢業於京師農工商部高等實業學堂機器專科，成績為最優等，奏獎舉人，任職分農商部。歷任直隸工業試驗所機械科技師、工商部辦事員技士上任事、權度製造所技師兼課長；民國以後任職於技士分工商司第三科，並曾擔任丹華火柴股份有限公司常務董事，北平市工廠聯合會幹事。
雖然其專業為工業，但愛好琴學，陳寅恪稱其「極好學謙慎」，《今虞琴刊》編者稱其為「琴學中最有心人」。張伯駒、潘素夫妻及王世襄夫人袁荃猷皆曾從其習琴。
1940年代常在北平電臺彈唱琴歌。1947年，和管平湖、溥雪齋、張伯駒、王世襄、楊葆元等人發起「北平琴學社」，在張伯駒家定期雅集，參與者有鄭珉中、王迪、關仲航、張厚璜、白祥華等人。
1953年被中央音樂學院音樂研究所（今中國藝術研究院音樂研究所）聘為特約研究員。1954年北京古琴研究會在北平琴學社的基礎上成立，汪孟舒亦參與其中，進行整理古代琴谱、挖掘古代琴曲的工作，並和溥雪齋、查阜西併稱三老（汪老、溥老、查老）。

## 藏琴
- 「春雷」：盛唐雷威所制，鳳勢式，曾位列宋徽宗「萬琴堂」之首，由鄭珉中修復[10]
- 「枯木龍吟」：唐琴，連珠式，杉木斫，於1966年文革期間送存中國藝術研究院音樂研究所[1]
- 「小遞鐘」：明琴，仲尼式，桐木斫，於1966年送存中國藝術研究院音樂研究所[1]

## 作品

### 著作
- 〈古吳汪孟舒先生琴學遺著〉，楊元錚整理，中華書局，2014
  - 內含《烏絲欄指法釋》、《樂圃琴史校》、《太音大全集校注》、 《五知齋莊周夢蝶逸譜》、 《裛露軒琴譜校讀記》、《雅軒琴譜讀記》、 《編年考存琴書簡表》、 《永樂大典音樂史料輯錄》、 《余嘉堂精舍題記稿》

### 錄音
| 曲目                  | 收錄專輯     | 發行年份 | 發行公司               | 備註                       |
| --------------------- | ------------ | -------- | ---------------------- | -------------------------- |
| 〈清夜吟〉 〈廣寒秋〉 | 《絲桐神品》 | 2019     | 人民音樂電子音像出版社 | 二曲之譜收錄於《古琴曲集》 |